# David Arrieta
Pour les articles homonymes, voir Arrieta.
Pas d'image ? Cliquez ici

a Compétitions nationales et continentales officielles uniquement.

b Matchs officiels uniquement.
Dernière mise à jour le 1 septembre 2022.
David Arrieta est un joueur français de rugby à XV, né le 15 novembre 1969 à Bordeaux, de 1,78 m pour 75 kg, ayant évolué aux postes d'arrière ou de demi d'ouverture.

## Biographie
David Arrieta fut finaliste du Championnat de France en 1992 avec le Biarritz olympique.
Le 23 novembre 1996, il joue avec les Barbarians français contre l'Afrique du Sud à Brive. Les Baa-Baas s'imposent 30 à 22. Le 15 octobre 1997, il est de nouveau invité avec les Barbarians français pour jouer contre le Lansdowne RFC à Dublin. Les Baa-Baas s'imposent 31 à 24.
Depuis l'arrêt de sa carrière de joueur, il occupe à plein temps le métier de policier au commissariat de Saint-Jean-de-Luz.

## Parcours

### En club
- Saint-Jean-de-Luz OR
- Biarritz olympique 1989-1999
- CA Brive 1999-2000
- Section paloise 2000-2003
- Saint-Jean-de-Luz OR

## Palmarès

### En club
- Finaliste du championnat de France (1) : 1992

### En sélection
- Barbarians français : 1 sélection en 1996.
- International de rugby à 7 en 1996, 1997 et 1998.